# Trechalea longitarsis
Trechalea longitarsis és una espècie d'aranyes araneomorfes de la família dels traquèlids (Trachelidae). Fou descrit per primera vegada per C. L. Koch l'any 1847. Aquesta espècie es troba a Colòmbia, a Equador i a Perú, a la regió de Piura.
La closca del mascle descrit per Carico l'any 1993 fa 11,1 mm de longitud i 9,5 mm d'ample; l'abdomen del mascle fa 9,5 mm de llarg i el de la femella, 9,9 mm de llarg per 9,0 mm d'ample; l'abdomen, 8,8 mm de llarg.